# Tradescantia pedicellata
Tradescantia pedicellata là một loài thực vật có hoa trong họ Commelinaceae. Loài này được Celarier miêu tả khoa học đầu tiên năm 1956.